# 台灣伴侶權益推動聯盟
臺灣伴侶權益推動聯盟（英語：Taiwan Alliance to Promote Civil Partnership Rights），簡稱伴侶盟。是台灣推動法律與政策改革的性別人權團體，目標是打破性別二元框架所帶來的社會壓迫，讓不同性別、性傾向、性別認同者都能獲得平等地位。
伴侶盟於2009年開始運作，前身是婦女新知基金會下的「伴侶小組」。2010年，伴侶小組逐漸轉型為伴侶盟，在同年發布8國的同性婚姻研究報告，並於2012年8月正式脫離婦女新知基金會，向內政部登記立案為非營利組織的社團法人。伴侶盟最初成立目的是推動多元成家法案，於同性婚姻在台灣通過後，進一步推動人工生殖、性別變更取消強制手術、友善空間政策、跨性別醫療人權等，另外也為遭受歧視的多元性別群體開設法律服務與公益訴訟。
伴侶盟的律師成員於2017年的臺灣同性婚姻釋憲案擔任祁家威的訴訟代理人，另外也協助跨性別免術換證及跨國同性婚姻遭受阻礙的當事人向法院發起司法訴訟。

## 外部連結
- 伴侶盟首頁 （页面存档备份，存于） （繁體中文）
- 伴侶盟facebook （页面存档备份，存于）
- 簡至潔：從「同性婚姻」到「多元家庭」--朝向親密關係民主化的立法運動 （页面存档备份，存于）